# Weronika Wedler
Weronika Wedler (née le 17 juillet 1989) est une athlète polonaise, spécialiste du sprint.

## Biographie
Ses records sont de 11 s 35 sur 100 m et de 23 s 21 sur 200 m, obtenus respectivement en 2011 et 2010. Elle est médaillée de bronze aux Championnats d'Europe d'athlétisme 2010 avec le relais polonais 4 × 100 m composé de Marika Popowicz, Marta Jeschke et Daria Korczyńska, qui bat le record de Pologne.

## Palmarès
| Date | Compétition                   | Lieu      | Place | Épreuve   |
| ---- | ----------------------------- | --------- | ----- | --------- |
| 2007 | Championnats d'Europe juniors | Hengelo   | 3e    | 4 × 100 m |
| 2009 | Championnats d'Europe espoirs | Kaunas    | 2e    | 4 × 100 m |
| 2010 | Championnats d'Europe         | Barcelone | 3e    | 4 × 100 m |
| 2013 | Universiade                   | Kazan     | 3e    | 4 x 100 m |